# Феркельман, Михаил Яковлевич
Михаил (Моисей) Яковлевич Феркельман (12 [25] мая 1908, Тифлис, Российская империя — 13 августа 1977, Ленинград, СССР) — советский композитор.

## Биография
Родился 12 (25) мая 1908 года в Тифлисе.
В 1925 году поступил в Тбилисскую консерваторию по классу фортепиано. В 1929 году переехал в Ленинград и продолжил учёбу во 2-м музыкальном техникуме (класс профессора О. К. Калантаровой), а с 1930 года — в Ленинградской консерватории по классу теории композиции у профессора М. О. Штейнберга. В 1935 году защитил дипломную работу «Концерт для виолончели с оркестром».
В 1930—1937 и с 1945 года — пианист-аккомпаниатор и музыкант в ансамбле, одновременно писал сочинения в различных жанрах.
В 1938 году в Ленинградском театре музыкальной комедии была поставлена его оперетта «Моя любимая» (написана совместно с Л. А. Ходжа-Эйнатовым), а в 1940 году Ленинградский областной театр музыкальной комедии поставил его вторую оперетту «Дочь Флориды».
В 1942—1944 годах — музыкальный руководитель Ансамбля Закавказского военного округа.
После войны сочинял песни (более 100) и инструментальную музыку для эстрады.
Умер в Ленинграде 13 августа 1977 года (в некоторых источниках неправильно указан 1974 год).
Племянник — пианист Николай Арнольдович Петров.

## Песни и их исполнители
- Вечерняя песня (Л. Шишко) — Тамара Кравцова
- Заветная песенка (С. Фогельсон) — Рубина Калантарян; Эдуард Хиль
- Здравствуй, юность! (Е. Гвоздев и Н. Лабковский) — детский хор п/у А. Чмырева; Рубина Калантарян и Анатолий Александрович
- Камея (О. Фадеева) — Клавдия Шульженко
- Ленинградский вальс (С. Фогельсон) — Павел Кадочников
- Марш ленинградцев (А. Чуркин) — Иван Яшугин
- Машенька (А. Чуркин) — Галина Вишневская
- Ночка хмурится (Н. Добржанская) — Татьяна Лаврова
- О любви не говори (Н. Лабковский) — Клавдия Шульженко; Алла Иошпе и Стахан Рахимов; Алла Пугачёва
- Песня креолки (Н. Лабковский) — Елена Лисова; Клавдия Шульженко
- Песня о моём городке (Е. Долматовский) — Владимир Бунчиков
- Песня о песне (Н. Глейзаров) — Леонид Кострица
- Песня о сталинском законе (Г. Пагирев и А. Чепуров) — Иван Яшугин
- Полюбила девушка (Н. Глейзаров) — Рубина Калантарян
- Пути-дороги (Н. Добржанская) — Галина Вишневская
- Рыжее солнышко (В. Фетисов) — Зоя Рогозикова
- С одесского кичмана (Б. Тимофеев) — Леонид Утёсов; Константин Плужников
- Северянами нас называют (А. Ольгин) — Мария Пахоменко
- Спортивная песня (Г. Пагирев) — Хор ЦДДЖ
- Студенческий вальс (В. Гурьян) — Зоя Емельянова; Леонид Кострица
- Таёжная (А. Чуркин) — И. Залевский и В. Баранов
- У лесной опушки (Левин) — Владимир Нечаев.

## Публикации
- Феркельман, Михаил Яковлевич. Песни : Для пения (соло, хор) в сопровожд. ф.-п. (баяна): С предисл. — Л. ; М. : Сов. композитор, 1973. — 48 с.
- Феркельман, Михаил Яковлевич. Восемь славянских народных песен : В обработке для голоса с ф.-п. — М. ; Л. : Гос. муз. изд-во, 1948. — 59 с.
- Эстрадные дуэты : Для женских и мужских голосов с ф.-п. — Л. : Музыка, 1964. — 28 с.
- Эстрадные песни : Для пения (соло, дуэт) с ф.-п. — Л. : Музыка, 1968. — 28 с.
- Песни для школьников : Для пения (соло, хор) в сопровожд. ф.-п. — Л. : Музыка, 1971. — 32 с.
- Избранные песни для эстрады : Для голоса с ф.-п.: С предисл. — Л. : Сов. композитор, 1958. — 54 с. : портр.